# Burg Erprath
Die Burg Erprath, auch Erprather Burg, Kyburg und Kielburg genannt, ist die Ruine einer Motte in Weckhoven im nordrhein-westfälischen Rhein-Kreis Neuss. Das Burgareal liegt im Mündungswinkel vom Gillbach in die Erft etwa 850 Meter westlich der Weckhovener Kirche St. Paulus.

## Geschichte

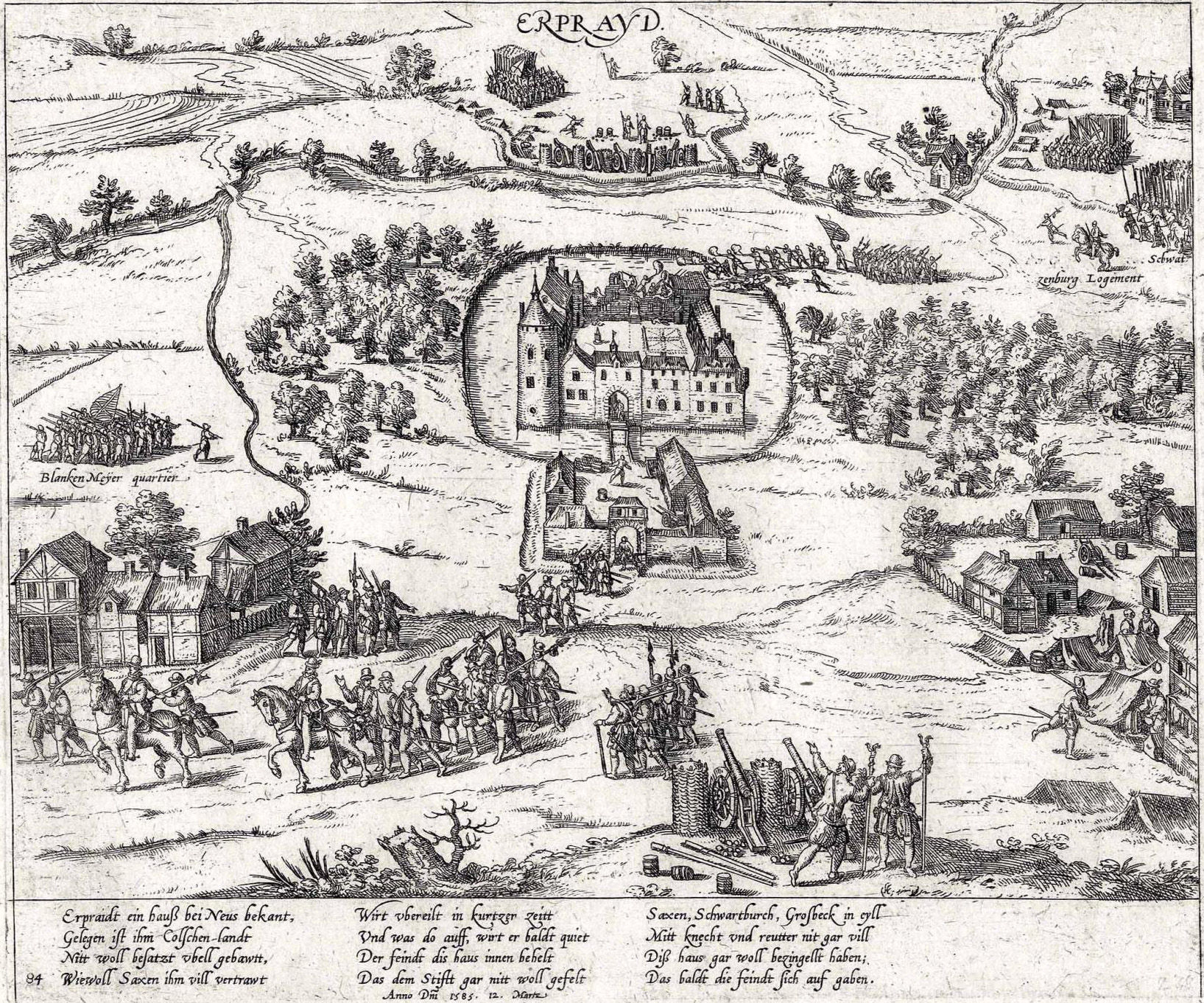
Stich der Burg Erprath von den Brüdern Hogenberg, 1585

Die Burg wurde im 13. Jahrhundert erbaut und gehörte der Familie von Erprath. Sie war Mittelpunkt einer eigenständigen Herrschaft, die 1391 als „Erproide“ genannt wurde. Nach dem Aussterben der Herren von Erprath im 14. Jahrhundert kam der Besitz an die Grafen von Virneburg. Am 21. Dezember 1405 verkaufte Ruprecht von Virneburg die Burg mit allen zugehörigen Herrlichkeiten an den Kölner Erzbischof Friedrich III. von Saarwerden. Nachfolgend diente die Anlage als kurkölnische Landesburg.
Im Truchsessischen Krieg wurde die Burg 1586 zerstört. Von ihrer vorherigen Besetzung durch sächsische Truppen kündet ein Stich der Brüder Abraham und Frans Hogenberg aus dem Jahr 1585.
Heute sind nur noch wenige Reste der Anlage vorhanden, die vom Heimatverein Weckhoven betreut werden. Sie wurden im Jahr 1984 archäologisch untersucht. Dabei kam heraus, dass der Wohnturm der Burg aus römischem Abbruchmaterial errichtet worden war. Außerdem wurden bei der Ausgrabung zwischen der Kernburg und der Vorburg Reste einer Palisade aus Eichenholz und eine Bohlenbrücke gefunden.

## Beschreibung

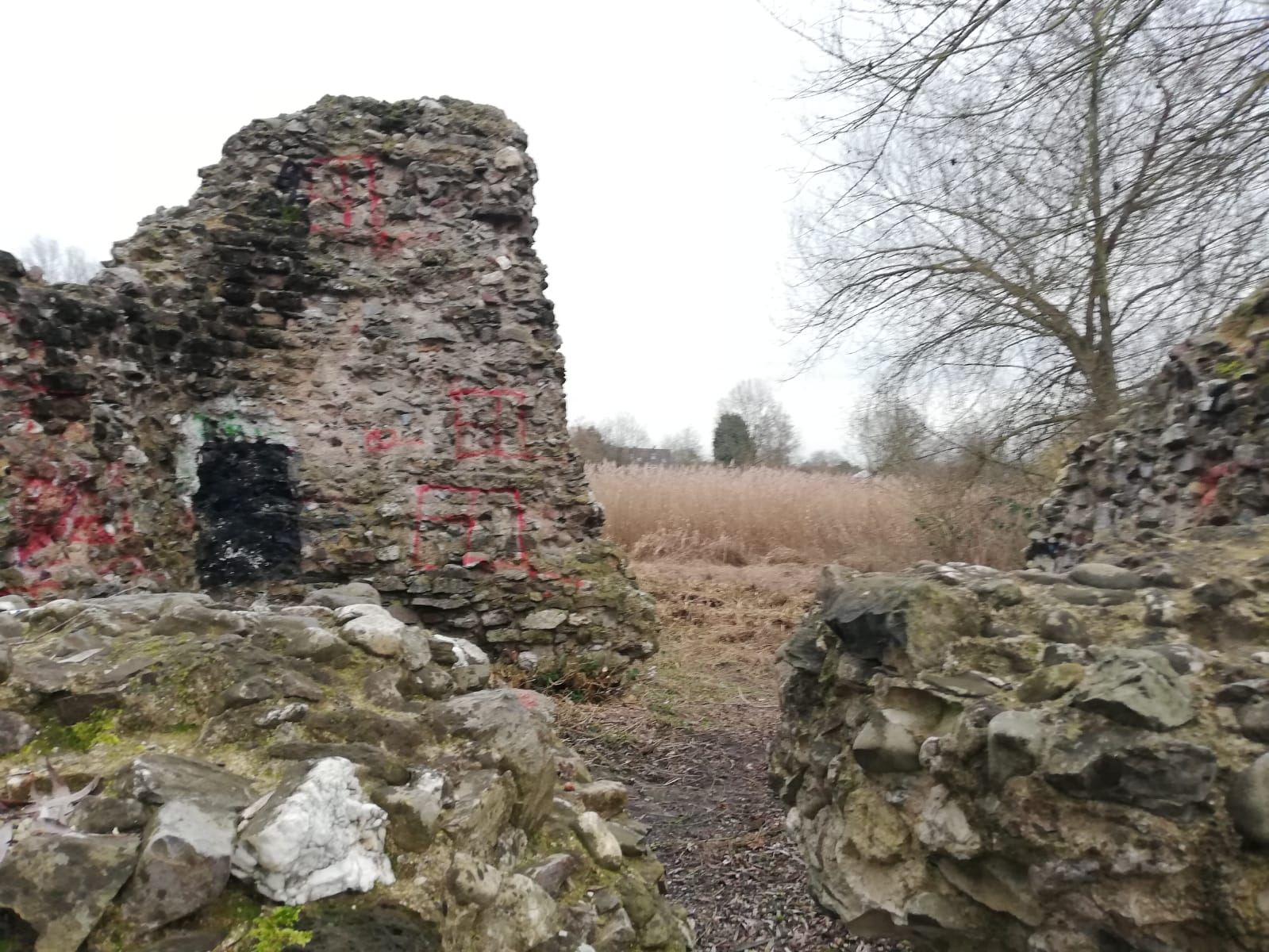
Burg Erprath, Januar 2020

Die Burg stand hinter der Erprather Mühle gegenüber dem Kloster Eppinghoven am rechten Ufer der Erft in der Nähe einer zwischen Selikum und Erprath bezeugten Furt durch den Fluss. Ihr Name bedeutete „Rodung an der Erft“. Sie war eine zweiteilige Anlage, bestehend aus einer Kernburg mit einem Wohnturm auf einer Motte und einer etwa 20 Meter entfernt südwestlich davon liegenden Vorburg. Diese lag auf einem ein bis zwei Meter hohen, rund 20 × 30 Meter messenden Plateau, das zur Erft und zum Gillbach terrassenförmig abfällt. An seiner Südost-Seite ist noch ein fünf bis sieben Meter breites Stück des ehemaligen Burggrabens erhalten, das heute versumpft ist.
Von der Kernburg ist der heute vier Meter hohe künstliche Burghügel (Motte) erhalten, der an seiner Basis einen Durchmesser von 18 Metern aufweist. An dessen Südseite steht ein 4,8 Meter hohes und etwa 6,5 Meter langes Mauerstück aus Ziegeln und Tuffstein. Es handelt sich dabei um die Reste des 6,9 × 7,7 Meter großen Wohnturms, der ein Meter dicke Mauern besaß. Ausgrabungen haben gezeigt, dass der Turm eingemottet wurde, das heißt, dass erst seine Mauern errichtet und dann der Burghügel rundherum angeschüttet wurde.